# Maat Mons
Maat Mons es el volcán más alto del planeta Venus, aunque no el punto más elevado del planeta, que se corresponde con los Maxwell Montes. El volcán mide 8 km por encima del radio principal del planeta y se encuentra en las coordenadas 0.9° Norte 194.5°Este. Su nombre se debe a la diosa egipcia de la verdad y la justicia, Maat.

## Estructura
Maat Mons tiene una gran caldera en su cumbre, de 28x31 km de tamaño. Dentro de la caldera hay al menos 5 cráteres colapsados más pequeños, de más de 10 km de diámetro.
Una cadena de pequeños cráteres de entre 3 y 5 km de diámetro se extienden a lo largo de 40 km a través del flanco oeste del volcán, pero más que indicar una gran erupción de fisura, parece que también están formados por derrumbamiento: las imágenes de alta resolución de la sonda Magallanes no muestran indicios de flujo de lava desde estos cráteres.
Al menos dos grandes derrumbamientos estructurales parecen haber ocurrido en el pasado en Maat Mons.

## Actividad
Sondeos de radar realizados por la sonda Magallanes han revelado evidencias de actividad volcánica relativamente reciente en Maat Mons, por la presencia de flujos de ceniza cerca de la cumbre y en el flanco norte.
Intrigantemente para los geólogos planetarios, estudios atmosféricos realizados por las sondas de la misión Pioneer Venus en los primeros años de la década de 1980 revelaron una considerable variación de las concentraciones de dióxido de azufre (SO2) y metano (CH4) en la atmósfera media y superior de Venus. Una posible explicación sería por la inyección de gases volcánicos en la atmósfera por erupciones vesubianas en el Maat Mons.
Aunque muchas evidencias sugieren que Venus es probable que sea volcánicamente activo, erupciones actuales de Maat Mons no han sido confirmadas.